# Robert Rädel

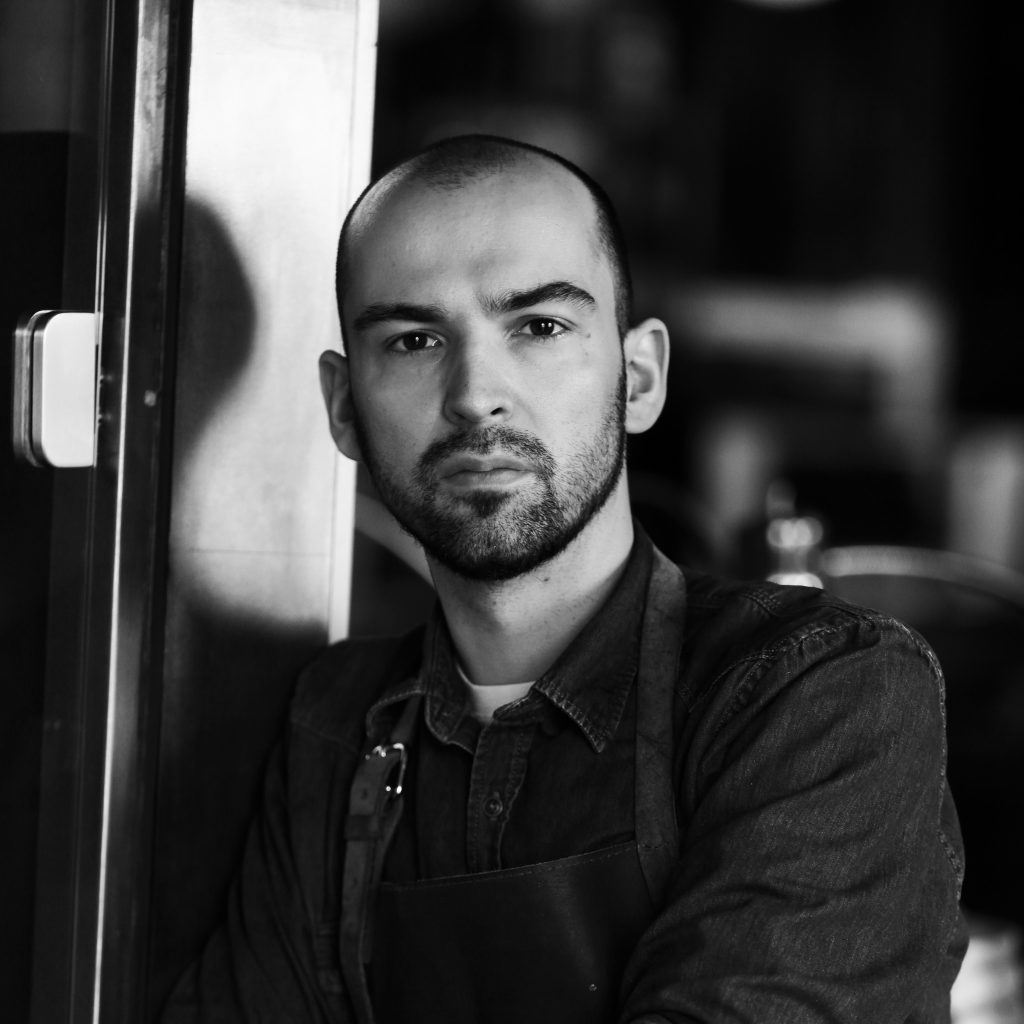
Robert Rädel, vor 2018

Robert Rädel (* 12. April 1982 in Dresden) ist ein deutscher Koch.

## Leben
Robert Rädel war nach seiner Ausbildung in der Gastronomie der Semperoper in Dresden in verschiedenen Hotels in Europa und Asien tätig, bevor er als Küchenchef einer Gourmetgastronomie seinen Stil einer filigranen Naturküche vervollkommnete. 2008 absolvierte er die Prüfung zum staatlich anerkannten Küchenmeister an der Hotelfachschule in Heidelberg.
2013 übernahm er die Leitung des Restaurants oben im Landgut Lingental bei Leimen, das nach wenigen Monaten mit einem Michelinstern ausgezeichnet wurde. 2016 musste das Restaurant nach mehreren Wasserschäden geschlossen werden.
Nach einem Vertrag mit einem Restaurant in Mannheim für ein Pop-up Restaurant 2016 wechselte er 2017 in das neu entstandene Restaurant oben im Anwesen Alter Kohlhof in Heidelberg, das 2019 einen Stern des Guide Michelin erhielt.
Robert Rädel ist verheiratet und Vater von zwei Kindern.

## Arbeitsstätten
- 2001–2002, Raffles Swissotel, Berlin
- 2002, Raffles Swissotel, Zürich
- 2002–2003, Raffles Swissotel, London, The Howards
- 2003–2004, Raffles Hotel Vier Jahreszeiten, Hamburg, Haerlin Restaurant
- 2004, Le Concorde Hotel, Bangkok
- 2005–2007, schwarz das restaurant, Heidelberg
- 2008–2011, Küchenchef, Restaurant „Die Ente“, Seehotel Ketsch
- 2011–2012, Simplicissimus, Heidelberg
- 2013–2016, oben im Landgut Lingental, Leimen
- November 2016–Mai 2017, Pop-up-Restaurant „oben2“ in der Manufaktur, Hafen Mannheim
- Seit Januar 2017, Restaurant „oben“, Kohlhof, Heidelberg

## Auszeichnungen
- 2012: Gewinner des Vorfinales „Koch des Jahres“
- 2013: Finalist bei „Koch des Jahres“
- 2014: Ein Michelinstern für das Restaurant oben am Landgut Lingental
- Seit 2019: Ein Michelinstern für das Restaurant Oben in Heidelberg[3]
- 2023: Ein grüner Michelinstern für das Restaurant Oben in Heidelberg[4]